# Bệnh viện Châm cứu Trung ương
Bệnh viện Châm cứu Trung ương là bệnh viện công lập chuyên khoa hàng đầu về điều trị bệnh, phục hồi chức năng bằng châm cứu, xoa bóp, bấm huyệt, dưỡng sinh... theo lý luận và kỹ thuật y học cổ truyền dân tộc Việt Nam .
Bệnh viện có tên dịch ra tiếng Anh là National Hospital of Acupuncture, viết tắt là NHA.
Bệnh viện thành lập ngày 24/4/1982. Bệnh viện đặt tại số 49 phố Thái Thịnh, phường Thịnh Quang, quận Đống Đa, thành phố Hà Nội, điện thoại (024) 3562 7451.

## Chức năng và nhiệm vụ
- Khám, cấp cứu, điều trị, phục hồi chức năng cho người bệnh bằng phương pháp không dùng thuốc như: Châm cứu, xoa bóp bấm huyệt, dưỡng sinh
- Tìm hiểu cơ chế của châm cứu, từng bước hiện đại hóa ngành châm cứu
- Đào tạo và bồi dưỡng cán bộ chuyên ngành châm cứu, tham gia giảng dạy đại học và sau đại học chuyên ngành châm cứu trong và ngoài nước
- Chỉ đạo chuyển giao kỹ thuật về châm cứu đến 63 tỉnh thành trên toàn quốc
- Hợp tác quốc tế, trao đổi kinh nghiệm, đào tạo liên doanh và liên kết
- Tổ chức giáo dục truyền thông về bảo vệ và chăm sóc sức khỏe kết hợp điều trị và tư vấn, xây dựng mô hình phục hồi chức năng dựa vào cộng đồng[2]

## Các khoa phòng chuyên môn
Bệnh viện có các khoa phòng chuyên môn :
Các khoa lâm sàng:
- Khoa Khám bệnh đa khoa
- Khoa Điều trị nội trú ban ngày
- Khoa Nội
- Khoa Nhi
- Khoa Điều trị và chăm sóc trẻ tự kỷ
- Khoa Hồi sức cấp cứu
- Khoa Ngoại châm tê
- Khoa Điều trị toàn diện
- Khoa Điều trị quốc tế
- Khoa Hợp tác, phát triển châm cứu quốc tế
- Khoa Dưỡng sinh, xoa bóp, bấm huyệt
- Khoa Ngũ quan gồm:
  - Phòng khám và điều trị Tai - Mũi - Họng
  - Phòng khám và điều trị Răng - Hàm - Mặt
  - Phòng khám và điều trị Mắt
- Khoa Điều trị và chăm sóc trẻ bại não
- Khoa Điều trị liệt vận động ngôn ngữ trẻ em
- Khoa Điều trị cột sống ít xâm lấn
- Khoa Lão khoa
- Khoa Điều trị rối loạn giấc ngủ, trí nhớ
- Khoa Khám chữa bệnh theo yêu cầu
- Khoa Dinh dưỡng tiết chế
- Khoa Nam học
- Khoa Đột quỵ phục hồi chức năng

Các khoa cận lâm sàng:
- Khoa Xét nghiệm
- Khoa Thăm dò chức năng
- Khoa Chẩn đoán hình ảnh
- Khoa Kiểm soát nhiễm khuẩn
- Khoa Dược

Các trung tâm:
- Trung tâm Đào tạo và chỉ đạo tuyến
- Trung tâm Kỹ thuật cao châm cứu Việt Nam
- Trung tâm Nghiên cứu điều trị cai nghiện ma túy bằng châm cứu

## Xuất bản
Bênh viện đảm nhận xuất bản Tạp chí châm cứu Việt Nam.